# 我是唱作人
《我是唱作人》是2019年中國大陸愛奇藝推出的華語樂壇明星唱作人原創作品競演真人秀節目，第一季由2019年4月12日开始每周五晚上8點播出一集，6月28日结束。第二季由2020年4月16日开始每周四晚上8點播出一集。
第一季每周六更新一集會員專屬特別節目《開飯啦！唱作人》。第二季每周五更新一集會員專屬特別節目《開飯啦！唱作人（第二季）》。
總決賽上半季唱作人曾軼可，因边检爭議導致最後一期鏡頭被剪光，使對戰4V4變成了3V4。第二季因霍尊事件，所有节目全部下架。

## 比賽規則
唱作人準備未公開創作歌曲進行一對一競演，由101位大眾評審實名投票決定勝負，於總決賽激烈比拚，最終選出勝出名單。

## 唱作人名單

### 第一季（上）
| 唱作人    | 原創代表作品                       | 代表水果 | 備註     |
| 王源      | 因為遇見你、十七、我的童年         | 火龍果   | 首發八位 |
| MC Hotdog | 我愛台妹、差不多先生、貧民百萬歌星 | 蕃茄     | 首發八位 |
| 毛不易    | 消愁、像我這樣的人、平凡的一天     | 西瓜     | 首發八位 |
| 汪蘇瀧    | 年輪、小星星、一笑傾城             | 榴槤     | 首發八位 |
| 梁博      | 靈魂歌手、日落大道、男孩           | 藍莓     | 首發八位 |
| 曾軼可    | 夜車、有可能的夜晚、三的顏色       | 蜜桃     | 首發八位 |
| 高進      | 我的好兄弟、剛好遇見你、我們不一樣 | 双城西瓜 | 首發八位 |
| 陳意涵    | 去哪、我喜歡你                     | 檸檬     | 首發八位 |
| 薩頂頂    | 萬物生、飛鳥和花、琴傷             | 山竹     | 補位     |

### 第一季（下）
| 唱作人 | 原創代表作品                                         | 代表水果 | 備註     |
| 胡海泉 | 最美、奔跑、冷酷到底、彩虹                           | 紫葡萄   | 首發八位 |
| 周筆暢 | 兩陷、星期三的信、七分鐘好女孩七分鐘壞女孩、無所事事 | 佛手瓜   | 首發八位 |
| 金志文 | 遠走高飛、勇敢的我、夏洛特煩惱                       | 彌猴桃   | 首發八位 |
| 常石磊 | 我和你、high歌、蓋亞                                 | 荔枝     | 首發八位 |
| 白舉綱 | 耳盲、乘著破船回家                                   | 青梅     | 首發八位 |
| 錢正昊 | 由我、觸摸未來                                       | 椰子     | 首發八位 |
| 王以太 | 目不轉睛、Shout it Out                               | 草莓     | 首發八位 |
| 白安   | 是什麼讓我遇見這樣的你、麥田捕手                     | 紅蘋果   | 首發八位 |
| 郝云   | 活著、去大理                                         | 柚子     | 補位     |

### 第二季
| 唱作人     | 原創代表作品                      | 備註            |
| 张艺兴     | Sheep、夢不落雨林、Honey          | 首發八位        |
| GAI        | 火锅底料、天干物燥、苦行僧        | 首發八位        |
| 马頔       | 南山南                            | 首發八位        |
| 霍尊       | 卷珠帘                            | 首發八位        |
| 陳粒       | 小半、易燃易爆炸、奇妙能力歌      | 首發八位        |
| 鄭鈞       | 回到拉萨、长安 长安、三分之一理想 | 首發八位        |
| 刘思鉴     | 奇妙世界                          | 首發八位        |
| 隔壁老樊   | 多想在平庸的生活拥抱你            | 首發八位        |
| 蘇運瑩     | 野子                              | 补位            |
| 好妹妹乐队 | 青城山下白素贞                    | 补位            |
| Tizzy T    | 头文字T、Going Go                 | 补位            |
| 王子异     | 6am、海                           | 新生代 踢馆八位 |
| 余佳運     | 我想、和你、在一起                | 新生代 踢馆八位 |
| 艾福杰尼   | 四十大盜、西域公主                | 新生代 踢馆八位 |
| 万妮达     | Understand、Queendom              | 新生代 踢馆八位 |
| 焦迈奇     | 赧然的贼、我的名字                | 新生代 踢馆八位 |
| 李莎旻子   | 无话，不说、想要什么人            | 新生代 踢馆八位 |
| 颜人中     | 祝你爱我到天荒地老、好喜欢你      | 新生代 踢馆八位 |
| 房东的猫   | 美好事物、不知归期的故人          | 新生代 踢馆八位 |

## 賽果

### 第一季
| 補位唱作人 | 上位區 | 中位區 | 下位區 | 晉級決賽 | 獲勝 | 復活 | 復活失敗 | 淘汰 | 未參賽 | 退賽 |

|         | 唱作人    | 播出日期 （2019年） | 播出日期 （2019年） | 播出日期 （2019年） | 播出日期 （2019年） | 播出日期 （2019年） | 播出日期 （2019年） | 播出日期 （2019年） | 播出日期 （2019年） | 播出日期 （2019年） | 播出日期 （2019年） | 播出日期 （2019年） | 播出日期 （2019年） |
| 4月12日 | 唱作人    | 4月19日             | 4月26日             | 5月3日              | 5月10日             | 5月17日             | 5月24日             | 5月31日             | 6月7日              | 6月14日             | 6月21日             | 6月28日             |                     |
| 排位賽  | 唱作人    | 淘汰賽              | 補位賽              | 淘汰賽              | 淘汰賽              | 排位賽              | 淘汰賽              | 補位賽              | 淘汰賽              | 淘汰賽              | 復活賽              | 總決賽              |                     |
| ------- | --------- | ------------------- | ------------------- | ------------------- | ------------------- | ------------------- | ------------------- | ------------------- | ------------------- | ------------------- | ------------------- | ------------------- | ------------------- |
| 1       | 王源      | 6                   | 1                   | —                   | —                   | —                   | —                   | —                   | —                   | —                   | —                   | —                   | —                   |
| 2       | MC Hotdog | 1                   | 6                   | —                   | —                   | —                   | —                   | —                   | —                   | —                   | —                   | —                   | —                   |
| 3       | 毛不易    | 2                   | 5                   | —                   | —                   | —                   | —                   | —                   | —                   | —                   | —                   | —                   | —                   |
| 4       | 汪蘇瀧    | 4                   | 4                   | —                   | —                   | —                   | —                   | —                   | —                   | —                   | —                   | —                   | —                   |
| 5       | 梁博      | 3                   | 3                   | —                   | —                   | —                   | —                   | —                   | —                   | —                   | —                   | —                   | —                   |
| 6       | 曾軼可    | 5                   | 2                   | —                   | —                   | —                   | —                   | —                   | —                   | —                   | —                   | —                   | —                   |
| 7       | 高進      | 8                   | 7                   | —                   | —                   | —                   | —                   | —                   | —                   | —                   | —                   | —                   | —                   |
| 8       | 陳意涵    | 7                   | 8                   | —                   | —                   | —                   | —                   | —                   | —                   | —                   | —                   | —                   | —                   |
| 9       | 薩頂頂    | —                   | —                   | —                   | —                   | —                   | —                   | —                   | —                   | —                   | —                   | —                   | —                   |
| 10      | 胡海泉    | —                   | —                   | —                   | —                   | —                   | 2                   | 4                   | —                   | —                   | —                   | —                   | —                   |
| 11      | 周筆暢    | —                   | —                   | —                   | —                   | —                   | 7                   | 7                   | —                   | —                   | —                   | —                   | —                   |
| 12      | 金志文    | —                   | —                   | —                   | —                   | —                   | 3                   | 3                   | —                   | —                   | —                   | —                   | —                   |
| 13      | 常石磊    | —                   | —                   | —                   | —                   | —                   | 1                   | 1                   | —                   | —                   | —                   | —                   | —                   |
| 14      | 白舉綱    | —                   | —                   | —                   | —                   | —                   | 4                   | 2                   | —                   | —                   | —                   | —                   | —                   |
| 15      | 錢正昊    | —                   | —                   | —                   | —                   | —                   | 4                   | 4                   | —                   | —                   | —                   | —                   | —                   |
| 16      | 王以太    | —                   | —                   | —                   | —                   | —                   | 8                   | 8                   | —                   | —                   | —                   | —                   | —                   |
| 17      | 白安      | —                   | —                   | —                   | —                   | —                   | 6                   | 6                   | —                   | —                   | —                   | —                   | —                   |
| 18      | 郝雲      | —                   | —                   | —                   | —                   | —                   | —                   | —                   | —                   | —                   | —                   | —                   | —                   |

### 第二季
| 补位 | 新生代踢館 | 8進1淘汰賽獲勝 | 本场位于上位区 | 本场位于中位区 | 本场位于下位区 | 本场位于下位区并被淘汰 | 8進1淘汰賽淘汰 | 未参赛 |

|              | 唱作人     | 播出日期 （2020年） | 播出日期 （2020年） | 播出日期 （2020年） | 播出日期 （2020年） | 播出日期 （2020年） | 播出日期 （2020年） | 播出日期 （2020年） | 播出日期 （2020年） | 播出日期 （2020年） | 播出日期 （2020年） | 播出日期 （2020年） |
| 4月16日      | 唱作人     | 4月16日             | 4月23日             | 4月30日             | 5月7日              | 5月14日             | 5月21日             | 5月28日             | 6月4日              | 6月4日              | 6月11日             |                     |
| 第一轮       | 第一轮     | 第一轮              | 第二轮              | 第二轮              | 第三轮              | 第三轮              | 第四轮              | 第四轮              | 新生代踢館賽        | 新生代踢館賽        |                     |                     |
| demo互评排名 | 唱作人     | 排位赛              | 淘汰赛              | 补位赛              | 淘汰赛              | 补位赛              | 淘汰赛              | 补位赛              | 淘汰赛              | demo互评排名        | 1v1淘汰賽           |                     |
| ------------ | ---------- | ------------------- | ------------------- | ------------------- | ------------------- | ------------------- | ------------------- | ------------------- | ------------------- | ------------------- | ------------------- | ------------------- |
| 1            | 霍尊       | 1                   | —                   | —                   | —                   | —                   | —                   | —                   | —                   | —                   | —                   | —                   |
| 2            | 陳粒       | 2                   | —                   | —                   | —                   | —                   | —                   | —                   | —                   | —                   | —                   | —                   |
| 3            | GAI        | 3                   | —                   | —                   | —                   | —                   | —                   | —                   | —                   | —                   | —                   | —                   |
| 4            | 鄭鈞       | 4                   | —                   | —                   | —                   | —                   | —                   | —                   | —                   | —                   | —                   | —                   |
| 5            | 張藝興     | 6                   | —                   | —                   | —                   | —                   | —                   | —                   | —                   | —                   | —                   | —                   |
| 6            | 劉思鑒     | 7                   | —                   | —                   | —                   | —                   | —                   | —                   | —                   | —                   | —                   | —                   |
| 7            | Tizzy T    | —                   | —                   | —                   | —                   | —                   | —                   | —                   | —                   | —                   | —                   | —                   |
| 8            | 萬妮達     | —                   | —                   | —                   | —                   | —                   | —                   | —                   | —                   | —                   | 2                   | —                   |
| 9            | 艾福杰尼   | —                   | —                   | —                   | —                   | —                   | —                   | —                   | —                   | —                   | 4                   | —                   |
| 10           | 焦邁奇     | —                   | —                   | —                   | —                   | —                   | —                   | —                   | —                   | —                   | 5                   | —                   |
| 11           | 房東的猫   | —                   | —                   | —                   | —                   | —                   | —                   | —                   | —                   | —                   | 6                   | —                   |
| 12           | 王子異     | —                   | —                   | —                   | —                   | —                   | —                   | —                   | —                   | —                   | 7                   | —                   |
| 13           | 李莎旻子   | —                   | —                   | —                   | —                   | —                   | —                   | —                   | —                   | —                   | 7                   | —                   |
| 14           | 余佳運     | —                   | —                   | —                   | —                   | —                   | —                   | —                   | —                   | —                   | 1                   | —                   |
| 15           | 颜人中     | —                   | —                   | —                   | —                   | —                   | —                   | —                   | —                   | —                   | 3                   | —                   |
| 16           | 隔壁老樊   | 8                   | —                   | —                   | —                   | —                   | —                   | —                   | —                   | —                   | —                   | —                   |
| 17           | 好妹妹樂队 | —                   | —                   | —                   | —                   | —                   | —                   | —                   | —                   | —                   | —                   | —                   |
| 18           | 蘇運瑩     | —                   | —                   | —                   | —                   | —                   | —                   | —                   | —                   | —                   | —                   | —                   |
| 19           | 馬頔       | 5                   | —                   | —                   | —                   | —                   | —                   | —                   | —                   | —                   | —                   | —                   |

## 分季賽程

### 第一季（上）
| 播出    | 賽制 | 唱作人    | 曲目                         | 唱作人    | 曲目                | 票選結果 |
| #1 4.12 | - 熱身賽 自由PK 下位區者任意挑戰一位中位區唱作人，其餘三組由中位區名單分別自由挑戰上位區名單。挑戰者優先出場。                                          | 王源      | 《隨想》                     | MC Hotdog | 《Hip-hop沒有派對》 | 37：64   |
| #1 4.12 | - 熱身賽 自由PK 下位區者任意挑戰一位中位區唱作人，其餘三組由中位區名單分別自由挑戰上位區名單。挑戰者優先出場。                                          | 汪蘇瀧    | 《種子》                     | 梁博      | 《表態》            | 33：68   |
| #1 4.12 | - 熱身賽 自由PK 下位區者任意挑戰一位中位區唱作人，其餘三組由中位區名單分別自由挑戰上位區名單。挑戰者優先出場。                                          | 陳意涵    | 《他們說》                   | 毛不易    | 《東北民謠》        | 10：91   |
| #1 4.12 | - 熱身賽 自由PK 下位區者任意挑戰一位中位區唱作人，其餘三組由中位區名單分別自由挑戰上位區名單。挑戰者優先出場。                                          | 高進      | 《下雪哈爾濱》               | 曾軼可    | 《彩虹》            | 48：53   |
| #2 4.19 | - 首輪淘汰賽 下位區者任意挑戰一位中位區唱作人，其餘三組由中位區名單分別自由挑戰上位區名單。挑戰成功，排名對調。挑戰失敗，排名不變。被挑戰者優先出場。   | MC Hotdog | 《失眠是一種病》             | 王源      | 《吆不到台》        | 19：82   |
| #2 4.19 | - 首輪淘汰賽 下位區者任意挑戰一位中位區唱作人，其餘三組由中位區名單分別自由挑戰上位區名單。挑戰成功，排名對調。挑戰失敗，排名不變。被挑戰者優先出場。   | 梁博      | 《出現又離開》               | 汪蘇瀧    | 《古怪》            | 57：44   |
| #2 4.19 | - 首輪淘汰賽 下位區者任意挑戰一位中位區唱作人，其餘三組由中位區名單分別自由挑戰上位區名單。挑戰成功，排名對調。挑戰失敗，排名不變。被挑戰者優先出場。   | 毛不易    | 《小王》                     | 曾軼可    | 《流言》            | 29：72   |
| #2 4.19 | - 首輪淘汰賽 下位區者任意挑戰一位中位區唱作人，其餘三組由中位區名單分別自由挑戰上位區名單。挑戰成功，排名對調。挑戰失敗，排名不變。被挑戰者優先出場。   | 陳意涵    | 《小星球》                   | 高進      | 《西東》            | 16：85   |
| #3 4.26 | - 首場補位賽 新遞補唱作人任意挑戰上位區一名，其餘兩名自動成組，中位區內部分成兩組進行PK。本期只分上位、下位區，沒有排名，挑戰失敗將列為淘汰候選。       | 薩頂頂    | 《與生俱來》                 | 梁博      | 《黑夜中》          | 56：45   |
| #3 4.26 | - 首場補位賽 新遞補唱作人任意挑戰上位區一名，其餘兩名自動成組，中位區內部分成兩組進行PK。本期只分上位、下位區，沒有排名，挑戰失敗將列為淘汰候選。       | 王源      | 《世界上沒有真正的感同身受》 | 曾軼可    | 《軀殼》            | 26：75   |
| #3 4.26 | - 首場補位賽 新遞補唱作人任意挑戰上位區一名，其餘兩名自動成組，中位區內部分成兩組進行PK。本期只分上位、下位區，沒有排名，挑戰失敗將列為淘汰候選。       | MC Hotdog | 《改變》                     | 高進      | 《沒那麼容易愛你》  | 77：24   |
| #3 4.26 | - 首場補位賽 新遞補唱作人任意挑戰上位區一名，其餘兩名自動成組，中位區內部分成兩組進行PK。本期只分上位、下位區，沒有排名，挑戰失敗將列為淘汰候選。       | 汪蘇瀧    | 《不服》                     | 毛不易    | 《水鄉》            | 65：36   |
| #4 5.3  | - 下位區半數淘汰賽 上位區、下位區各自抽籤選出一名唱作人主動挑選同一位區對手進行對戰，未被挑選者自動成組對戰。上位區敗者降入下位區，下位區敗者直接淘汰。 | 汪蘇瀧    | 《但是我愛你》               | 薩頂頂    | 《盤》              | 52：49   |
| #4 5.3  | - 下位區半數淘汰賽 上位區、下位區各自抽籤選出一名唱作人主動挑選同一位區對手進行對戰，未被挑選者自動成組對戰。上位區敗者降入下位區，下位區敗者直接淘汰。 | 曾軼可    | 《水的記憶》                 | MC Hotdog | 《Do You Remember》 | 47：54   |
| #4 5.3  | - 下位區半數淘汰賽 上位區、下位區各自抽籤選出一名唱作人主動挑選同一位區對手進行對戰，未被挑選者自動成組對戰。上位區敗者降入下位區，下位區敗者直接淘汰。 | 高進      | 《南風》                     | 王源      | 《姑娘》            | 26：75   |
| #4 5.3  | - 下位區半數淘汰賽 上位區、下位區各自抽籤選出一名唱作人主動挑選同一位區對手進行對戰，未被挑選者自動成組對戰。上位區敗者降入下位區，下位區敗者直接淘汰。 | 梁博      | 《曾經是情侶》               | 毛不易    | 《囈語》            | 80：21   |
| #5 5.10 | - 上半季決賽之夜 上位區各自選擇一位下位區對手競演，未被選擇者自動成組。本期獲勝者晉級總決賽，敗者直接淘汰。                                             | 汪蘇瀧    | 《對話》                     | 曾軼可    | 《不明物體》        | 30：71   |
| #5 5.10 | - 上半季決賽之夜 上位區各自選擇一位下位區對手競演，未被選擇者自動成組。本期獲勝者晉級總決賽，敗者直接淘汰。                                             | MC Hotdog | 《非贏不可？》               | 薩頂頂    | 《大夢天華》        | 69：32   |
| #5 5.10 | - 上半季決賽之夜 上位區各自選擇一位下位區對手競演，未被選擇者自動成組。本期獲勝者晉級總決賽，敗者直接淘汰。                                             | 梁博      | 《你會成為你想的那個人》     | 王源      | 《滾燙的青春》      | 73：28   |

### 第一季（下）
| 播出     | 賽制 | 唱作人 | 曲目                       | 唱作人 | 曲目                   | 票選結果 |
| #6 5.17  | - 下季排位賽 下半季迎來全新陣容，首場Demo試聽互評，各自選擇想挑戰的唱作人，兩兩成組，一對一競演。                                                     | 白舉綱 | 《·當》                    | 常石磊 | 《噩夢驚醒之後》       | 30：71   |
| #6 5.17  | - 下季排位賽 下半季迎來全新陣容，首場Demo試聽互評，各自選擇想挑戰的唱作人，兩兩成組，一對一競演。                                                     | 金志文 | 《往春天》                 | 錢正昊 | 《普羅米修斯》         | 56：45   |
| #6 5.17  | - 下季排位賽 下半季迎來全新陣容，首場Demo試聽互評，各自選擇想挑戰的唱作人，兩兩成組，一對一競演。                                                     | 胡海泉 | 《胡》                     | 白安   | 《就讓我像個孩子一樣》 | 72：29   |
| #6 5.17  | - 下季排位賽 下半季迎來全新陣容，首場Demo試聽互評，各自選擇想挑戰的唱作人，兩兩成組，一對一競演。                                                     | 王以太 | 《Real me remix》          | 周筆暢 | 《無聊的一天》         | 35：66   |
| #7 5.24  | - 首輪淘汰賽 下位區者任意挑戰一位中位區唱作人，其餘三組由中位區名單分別自由挑戰上位區名單。挑戰成功，排名對調。挑戰失敗，排名不變。被挑戰者優先出場。 | 常石磊 | 《二三四個字》             | 白安   | 《紅色的狂想》         | 82：19   |
| #7 5.24  | - 首輪淘汰賽 下位區者任意挑戰一位中位區唱作人，其餘三組由中位區名單分別自由挑戰上位區名單。挑戰成功，排名對調。挑戰失敗，排名不變。被挑戰者優先出場。 | 金志文 | 《相安無事》               | 周筆暢 | 《感官浮游》           | 55：46   |
| #7 5.24  | - 首輪淘汰賽 下位區者任意挑戰一位中位區唱作人，其餘三組由中位區名單分別自由挑戰上位區名單。挑戰成功，排名對調。挑戰失敗，排名不變。被挑戰者優先出場。 | 白舉綱 | 《蠢夢》                   | 胡海泉 | 《畢業生》             | 92：9    |
| #7 5.24  | - 首輪淘汰賽 下位區者任意挑戰一位中位區唱作人，其餘三組由中位區名單分別自由挑戰上位區名單。挑戰成功，排名對調。挑戰失敗，排名不變。被挑戰者優先出場。 | 錢正昊 | 《還不知道》               | 王以太 | 《LA in the snow》     | 65：36   |
| #8 5.31  | - 補位賽 遞補唱作人一名挑戰上位區，其餘兩名自動成組，中位區內部分成兩組進行PK。挑戰失敗將列為淘汰候選。                                               | 郝云   | 《陽光一般燦爛的日子》     | 常石磊 | 《水面》               | 58：43   |
| #8 5.31  | - 補位賽 遞補唱作人一名挑戰上位區，其餘兩名自動成組，中位區內部分成兩組進行PK。挑戰失敗將列為淘汰候選。                                               | 白舉綱 | 《阿爾茨海默的愛》         | 金志文 | 《心太大》             | 52：49   |
| #8 5.31  | - 補位賽 遞補唱作人一名挑戰上位區，其餘兩名自動成組，中位區內部分成兩組進行PK。挑戰失敗將列為淘汰候選。                                               | 錢正昊 | 《NoNo》                   | 白安   | 《吾愛無愛》           | 45：56   |
| #8 5.31  | - 補位賽 遞補唱作人一名挑戰上位區，其餘兩名自動成組，中位區內部分成兩組進行PK。挑戰失敗將列為淘汰候選。                                               | 周筆暢 | 《Villanelle》             | 胡海泉 | 《說走就走》           | 68：33   |
| #9 6.7   | - 下位區半數淘汰賽 上位區、下位區各抽出一名唱作人挑選同位區對戰，未被挑選者自動成組對戰。上位區敗者降入下位區，下位區敗者直接淘汰。                   | 白舉綱 | 《我們一定會再見》         | 白安   | 《所愛之初》           | 62：39   |
| #9 6.7   | - 下位區半數淘汰賽 上位區、下位區各抽出一名唱作人挑選同位區對戰，未被挑選者自動成組對戰。上位區敗者降入下位區，下位區敗者直接淘汰。                   | 周筆暢 | 《透》                     | 郝雲   | 《我們需要相互親吻》   | 32：69   |
| #9 6.7   | - 下位區半數淘汰賽 上位區、下位區各抽出一名唱作人挑選同位區對戰，未被挑選者自動成組對戰。上位區敗者降入下位區，下位區敗者直接淘汰。                   | 胡海泉 | 《先走的人比較不容易受傷》 | 錢正昊 | 《不是故意》           | 42：59   |
| #9 6.7   | - 下位區半數淘汰賽 上位區、下位區各抽出一名唱作人挑選同位區對戰，未被挑選者自動成組對戰。上位區敗者降入下位區，下位區敗者直接淘汰。                   | 金志文 | 《剝落的時間》             | 常石磊 | 《隨風吧》             | 33：68   |
| #10 6.14 | - 下半季最後一輪淘汰賽 上位區各自選擇一位下位區對手競演，未被選擇者自動成組。本期獲勝者晉級總決賽，敗者直接淘汰。                                     | 常石磊 | 《有你就朦朧》             | 白舉綱 | 《我們不需要證明什麼》 | 57：44   |
| #10 6.14 | - 下半季最後一輪淘汰賽 上位區各自選擇一位下位區對手競演，未被選擇者自動成組。本期獲勝者晉級總決賽，敗者直接淘汰。                                     | 郝雲   | 《不期》                   | 白安   | 《不安於世》           | 61：40   |
| #10 6.14 | - 下半季最後一輪淘汰賽 上位區各自選擇一位下位區對手競演，未被選擇者自動成組。本期獲勝者晉級總決賽，敗者直接淘汰。                                     | 錢正昊 | 《楚門》                   | 周筆暢 | 《浮雲如此躺臥著》     | 56：45   |

#### 第一季復活賽
| 播出     | 賽制 | 分部   | 唱作人 | 曲目               | 復活者票數  |
| #11 6.21 | - 各季擇一名額復活賽 除補位唱作人之外的淘汰唱作人自願參與，上下半季會分別選出一位唱作人復活並進入總決賽，成功復活的唱作人將和之前獲勝的三位夥伴組成團隊，在總決賽進行上半季和下半季之間的對決。Demo試唱順序由各位自行決定，唱作人內投競演順序。 | 上半部 | 陳意涵 | 《我聽說你要回來》 | 高進 50票   |
| #11 6.21 | - 各季擇一名額復活賽 除補位唱作人之外的淘汰唱作人自願參與，上下半季會分別選出一位唱作人復活並進入總決賽，成功復活的唱作人將和之前獲勝的三位夥伴組成團隊，在總決賽進行上半季和下半季之間的對決。Demo試唱順序由各位自行決定，唱作人內投競演順序。 | 上半部 | 高進   | 《高貴與普通》     | 高進 50票   |
| #11 6.21 | - 各季擇一名額復活賽 除補位唱作人之外的淘汰唱作人自願參與，上下半季會分別選出一位唱作人復活並進入總決賽，成功復活的唱作人將和之前獲勝的三位夥伴組成團隊，在總決賽進行上半季和下半季之間的對決。Demo試唱順序由各位自行決定，唱作人內投競演順序。 | 上半部 | 汪蘇瀧 | 《星星墜落時》     | 高進 50票   |
| #11 6.21 | - 各季擇一名額復活賽 除補位唱作人之外的淘汰唱作人自願參與，上下半季會分別選出一位唱作人復活並進入總決賽，成功復活的唱作人將和之前獲勝的三位夥伴組成團隊，在總決賽進行上半季和下半季之間的對決。Demo試唱順序由各位自行決定，唱作人內投競演順序。 | 下半部 | 白安   | 《最想見到你》     | 白舉綱 48票 |
| #11 6.21 | - 各季擇一名額復活賽 除補位唱作人之外的淘汰唱作人自願參與，上下半季會分別選出一位唱作人復活並進入總決賽，成功復活的唱作人將和之前獲勝的三位夥伴組成團隊，在總決賽進行上半季和下半季之間的對決。Demo試唱順序由各位自行決定，唱作人內投競演順序。 | 下半部 | 王以太 | 《掛羊頭賣狗肉》   | 白舉綱 48票 |
| #11 6.21 | - 各季擇一名額復活賽 除補位唱作人之外的淘汰唱作人自願參與，上下半季會分別選出一位唱作人復活並進入總決賽，成功復活的唱作人將和之前獲勝的三位夥伴組成團隊，在總決賽進行上半季和下半季之間的對決。Demo試唱順序由各位自行決定，唱作人內投競演順序。 | 下半部 | 胡海泉 | 《不為什麼》       | 白舉綱 48票 |
| #11 6.21 | - 各季擇一名額復活賽 除補位唱作人之外的淘汰唱作人自願參與，上下半季會分別選出一位唱作人復活並進入總決賽，成功復活的唱作人將和之前獲勝的三位夥伴組成團隊，在總決賽進行上半季和下半季之間的對決。Demo試唱順序由各位自行決定，唱作人內投競演順序。 | 下半部 | 白舉綱 | 《來自冰島的信號》 | 白舉綱 48票 |
| #11 6.21 | - 各季擇一名額復活賽 除補位唱作人之外的淘汰唱作人自願參與，上下半季會分別選出一位唱作人復活並進入總決賽，成功復活的唱作人將和之前獲勝的三位夥伴組成團隊，在總決賽進行上半季和下半季之間的對決。Demo試唱順序由各位自行決定，唱作人內投競演順序。 | 下半部 | 金志文 | 《山草》           | 白舉綱 48票 |

#### 第一季總決賽
| 播出     | 賽制 | 分部   | 唱作人    | 曲目               | 票選結果        |
| #12 6.28 | - 最後的對決·畢業季 上半部和下半部之間互相較量，demo互聽環節將成為對戰出場順序的依據，上下季一對一對決，獲勝人次較多的一方，獲得總決賽的勝利。 | 上半部 | MC Hotdog | 《國王的新歌》     | 46：55 下半部勝 |
| #12 6.28 | - 最後的對決·畢業季 上半部和下半部之間互相較量，demo互聽環節將成為對戰出場順序的依據，上下季一對一對決，獲勝人次較多的一方，獲得總決賽的勝利。 | 下半部 | 郝云      | 《雪子》           | 46：55 下半部勝 |
| #12 6.28 | - 最後的對決·畢業季 上半部和下半部之間互相較量，demo互聽環節將成為對戰出場順序的依據，上下季一對一對決，獲勝人次較多的一方，獲得總決賽的勝利。 | 下半部 | 常石磊    | 《小天地組曲》     | 75：26 下半部勝 |
| #12 6.28 | - 最後的對決·畢業季 上半部和下半部之間互相較量，demo互聽環節將成為對戰出場順序的依據，上下季一對一對決，獲勝人次較多的一方，獲得總決賽的勝利。 | 上半部 | 高進      | 《不改》           | 75：26 下半部勝 |
| #12 6.28 | - 最後的對決·畢業季 上半部和下半部之間互相較量，demo互聽環節將成為對戰出場順序的依據，上下季一對一對決，獲勝人次較多的一方，獲得總決賽的勝利。 | 上半部 | 梁博      | 《我不知道》       | 48：53 下半部勝 |
| #12 6.28 | - 最後的對決·畢業季 上半部和下半部之間互相較量，demo互聽環節將成為對戰出場順序的依據，上下季一對一對決，獲勝人次較多的一方，獲得總決賽的勝利。 | 下半部 | 白舉綱    | 《寫給一首歌的歌》 | 48：53 下半部勝 |
| #12 6.28 | - 最後的對決·畢業季 上半部和下半部之間互相較量，demo互聽環節將成為對戰出場順序的依據，上下季一對一對決，獲勝人次較多的一方，獲得總決賽的勝利。 | 下半部 | 錢正昊    | 《Melatonin》      | 40 下半部敗     |

### 第二季
| 播出    | 賽制 | 唱作人   | 曲目                 | 唱作人   | 曲目               | 票選結果 |
| #1 4.16 | - 首轮排位赛 下位區者任意挑戰一位中位區唱作人，其餘三組由中位區名單分別自由挑戰上位區名單。挑戰者優先出場。                                           | 张艺兴   | 《Joker》            | GAI      | 《烈火战马》       | 35：66   |
| #1 4.16 | - 首轮排位赛 下位區者任意挑戰一位中位區唱作人，其餘三組由中位區名單分別自由挑戰上位區名單。挑戰者優先出場。                                           | 刘思鉴   | 《0301》             | 霍尊     | 《星落》           | 30：71   |
| #1 4.16 | - 首轮排位赛 下位區者任意挑戰一位中位區唱作人，其餘三組由中位區名單分別自由挑戰上位區名單。挑戰者優先出場。                                           | 郑钧     | 《刀》               | 陈粒     | 《抱歉抱歉》       | 46：55   |
| #1 4.16 | - 首轮排位赛 下位區者任意挑戰一位中位區唱作人，其餘三組由中位區名單分別自由挑戰上位區名單。挑戰者優先出場。                                           | 隔壁老樊 | 《你我不一》         | 马頔     | 《是首情歌》       | 27：74   |
| #2 4.23 | - 首轮淘汰赛 下位區者任意挑戰一位中位區唱作人，其餘三組由中位區名單分別自由挑戰上位區名單。挑戰成功，排名對調。挑戰失敗，排名不變。被挑戰者優先出場。 | 霍尊     | 《不死鸟》           | 刘思鉴   | 《0309》           | 64：37   |
| #2 4.23 | - 首轮淘汰赛 下位區者任意挑戰一位中位區唱作人，其餘三組由中位區名單分別自由挑戰上位區名單。挑戰成功，排名對調。挑戰失敗，排名不變。被挑戰者優先出場。 | GAI      | 《极乐》             | 郑钧     | 《低空飞行》       | 40：61   |
| #2 4.23 | - 首轮淘汰赛 下位區者任意挑戰一位中位區唱作人，其餘三組由中位區名單分別自由挑戰上位區名單。挑戰成功，排名對調。挑戰失敗，排名不變。被挑戰者優先出場。 | 陈粒     | 《空空》             | 张艺兴   | 《爱莲说》         | 58：43   |
| #2 4.23 | - 首轮淘汰赛 下位區者任意挑戰一位中位區唱作人，其餘三組由中位區名單分別自由挑戰上位區名單。挑戰成功，排名對調。挑戰失敗，排名不變。被挑戰者優先出場。 | 马頔     | 《是首俗歌》         | 隔壁老樊 | 《第三种人》       | 43：58   |
| #3 4.30 | - 首轮补位赛 遞補唱作人一名挑戰中位區，其餘三組由中位區名單分別自由挑戰上位區名單。挑戰者優先出場。                                                   | GAI      | 《蒙着眼睛走》       | 郑钧     | 《我。。。算什么》 | 67：34   |
| #3 4.30 | - 首轮补位赛 遞補唱作人一名挑戰中位區，其餘三組由中位區名單分別自由挑戰上位區名單。挑戰者優先出場。                                                   | 张艺兴   | 《小城姑娘》         | 霍尊     | 《Idun》           | 42：59   |
| #3 4.30 | - 首轮补位赛 遞補唱作人一名挑戰中位區，其餘三組由中位區名單分別自由挑戰上位區名單。挑戰者優先出場。                                                   | 刘思鉴   | 《0302》             | 陈粒     | 《自然环境》       | 27：74   |
| #3 4.30 | - 首轮补位赛 遞補唱作人一名挑戰中位區，其餘三組由中位區名單分別自由挑戰上位區名單。挑戰者優先出場。                                                   | 苏运莹   | 《自动打开定位系统》 | 隔壁老樊 | 《淡》             | 46：55   |

## 外部連接
- 我是唱作人 - 愛奇藝 （页面存档备份，存于）
- 我是唱作人2 - 愛奇藝 （页面存档备份，存于）
- 開飯啦！唱作人 - 愛奇藝
- 開飯啦！唱作人2 - 愛奇藝
- 我是唱作人的新浪微博